# Hodomys alleni
Hodomys alleni là một loài động vật có vú trong họ Cricetidae, bộ Gặm nhấm. Loài này được Merriam mô tả năm 1892.